# 患者列車
患者列車（かんじゃれっしゃ）は、大日本帝国で、戦時、主として踞座することが可能な軽症患者の輸送に用いられた列車である。

## 概要
傷病者が輸送される軍用列車には、病院列車と患者列車とがあった。
患者列車は、状況によっては必要な設備が設けられて重症患者の輸送に用いられた。
客車が多いが、ときには藁蒲団、枕、毛布などが用意されて有蓋貨車が用いられた。
いずれの場合も、車側に（必要ならば屋蓋に）白地に赤十字が描かれて、標識とされ、赤十字条約の適用を受けた。
客車の場合は、内地では、踞座18名、横臥8名、朝鮮および満州では、踞座40名、横臥12名が収容された。
日露戦争では、日本軍は、初めは無蓋貨車で、後期は有蓋貨車および客車が用いられた。
満州事変では、関東軍は、北満および熱河で患者列車を運行した。